# S&M2
S&M2 (reso graficamente S&M²) è il secondo album dal vivo del gruppo musicale statunitense Metallica e della San Francisco Symphony, pubblicato il 28 agosto 2020 dalla Blackened Recordings.

## Descrizione
Contiene le registrazioni dei due concerti tenuti dal gruppo e dall'orchestra nel settembre 2019 in occasione sia dell'inaugurazione del Chase Center di San Francisco che per celebrare il ventennale dalla pubblicazione dell'album dal vivo S&M. Originariamente l'evento era previsto per il solo 6 settembre ma, a seguito dell'enorme richiesta dei fan, i Metallica hanno aggiunto un'ulteriore data fissata all'8 settembre riservata esclusivamente al fan club ufficiale Fifth Member.
Durante i due concerti sono stati proposti alcuni dei brani originariamente contenuti in S&M e arrangiati da Michael Kamen e altri tratti dai seguenti album in studio St. Anger, Death Magnetic e Hardwired... to Self-Destruct arrangiati per l'occasione da Bruce Coughlin. Per l'occasione sono stati eseguiti anche la Suite scita di Sergej Sergeevič Prokof'ev e Iron Foundry di Aleksandr Vasil'evič Mosolov.

## Promozione
L'intero filmato è stato inizialmente distribuito nelle sale cinematografiche nella sola giornata del 18 ottobre 2019. Il 15 luglio 2020 i Metallica hanno rivelato la pubblicazione in formato audio e video di una nuova versione remixata e rimasterizzata di S&M2 per il successivo 28 agosto, presentando contemporaneamente i singoli All Within My Hands e Nothing Else Matters.
Come ulteriore anticipazione al disco, il 5 e il 20 agosto sono stati pubblicati come singoli anche Moth into Flame e For Whom the Bell Tolls.

## Tracce

### CD/LP
CD 1/LP 1-2
1. The Ecstasy of Gold – 2:41 (musica: Ennio Morricone)
2. The Call of Ktulu – 9:14 (musica: James Hetfield, Lars Ulrich, Cliff Burton, Dave Mustaine)
3. For Whom the Bell Tolls – 4:36 (James Hetfield, Lars Ulrich, Cliff Burton)
4. The Day That Never Comes – 8:26 (James Hetfield, Lars Ulrich, Kirk Hammett, Robert Trujillo)
5. The Memory Remains – 5:42 (James Hetfield, Lars Ulrich)
6. Confusion – 6:41 (James Hetfield, Lars Ulrich)
7. Moth into Flame – 6:17 (James Hetfield, Lars Ulrich)
8. The Outlaw Torn – 10:02 (James Hetfield, Lars Ulrich)
9. No Leaf Clover – 5:30 (James Hetfield, Lars Ulrich)
10. Halo on Fire – 8:17 (James Hetfield, Lars Ulrich)

CD 2/LP 3-4
1. Intro to Scythian Suite – 5:16
2. Scythian Suite, Opus 20 II: The Enemy God and the Dance of the Dark Spirits – 3:39 (musica: Sergei Prokofiev)
3. Intro to The Iron Foundry – 1:02
4. The Iron Foundry, Opus 19 – 4:15 (musica: Alexander Vasilyevich Mosolov)
5. The Unforgiven III – 8:19 (James Hetfield, Lars Ulrich, Kirk Hammett, Robert Trujillo)
6. All Within My Hands – 6:14 (James Hetfield, Lars Ulrich, Kirk Hammett, Bob Rock)
7. (Anesthesia) - Pulling Teeth – 7:27 (musica: Cliff Burton)
8. Wherever I May Roam – 6:32 (James Hetfield, Lars Ulrich)
9. One – 9:23 (James Hetfield, Lars Ulrich)
10. Master of Puppets – 8:30 (James Hetfield, Lars Ulrich, Cliff Burton, Kirk Hammett)
11. Nothing Else Matters – 6:39 (James Hetfield, Lars Ulrich)
12. Enter Sandman – 8:45 (James Hetfield, Lars Ulrich, Kirk Hammett)

### DVD/BD
1. The Ecstasy of Gold – 2:41 (musica: Ennio Morricone)
2. The Call of Ktulu – 9:14 (musica: James Hetfield, Lars Ulrich, Cliff Burton, Dave Mustaine)
3. For Whom the Bell Tolls – 4:39 (James Hetfield, Lars Ulrich, Cliff Burton)
4. The Day That Never Comes – 8:30 (James Hetfield, Lars Ulrich, Kirk Hammett, Robert Trujillo)
5. The Memory Remains – 5:42 (James Hetfield, Lars Ulrich)
6. Confusion – 6:40 (James Hetfield, Lars Ulrich)
7. Moth into Flame – 6:23 (James Hetfield, Lars Ulrich)
8. The Outlaw Torn – 10:04 (James Hetfield, Lars Ulrich)
9. No Leaf Clover – 5:38 (James Hetfield, Lars Ulrich)
10. Halo on Fire – 8:17 (James Hetfield, Lars Ulrich)
11. Intro to Scythian Suite – 5:16
12. Scythian Suite, Opus 20 II: The Enemy God and the Dance of the Dark Spirits – 3:39 (musica: Sergei Prokofiev)
13. Intro to The Iron Foundry – 1:02
14. The Iron Foundry, Opus 19 – 4:16 (musica: Alexander Vasilyevich Mosolov)
15. The Unforgiven III – 8:20 (James Hetfield, Lars Ulrich, Kirk Hammett, Robert Trujillo)
16. All Within My Hands – 6:24 (James Hetfield, Lars Ulrich, Kirk Hammett, Bob Rock)
17. (Anesthesia) - Pulling Teeth – 7:28 (musica: Cliff Burton)
18. Wherever I May Roam – 6:45 (James Hetfield, Lars Ulrich)
19. One – 9:24 (James Hetfield, Lars Ulrich)
20. Master of Puppets – 8:32 (James Hetfield, Lars Ulrich, Cliff Burton, Kirk Hammett)
21. Nothing Else Matters – 6:47 (James Hetfield, Lars Ulrich)
22. Enter Sandman – 8:46 (James Hetfield, Lars Ulrich, Kirk Hammett)
23. Behind the Scenes - Making of the Show
24. All Within My Hands Promo (James Hetfield, Lars Ulrich, Kirk Hammett, Bob Rock)

## Formazione
Metallica
- James Hetfield – chitarra, voce
- Lars Ulrich – batteria
- Kirk Hammett – chitarra
- Robert Trujillo – basso

San Francisco Symphony
- Edwin Outwater – direzione
- Michael Tilson Thomas – concettualizzazione aggiuntiva
- Bruce Coughlin – arrangiamento (eccetto (Anesthesia) - Pulling Teeth)
- Michael Kamen – arrangiamento (eccetto (Anesthesia) - Pulling Teeth)
- Nadya Tichman – primo violino
- Jeremy Constant – primo violino
- Mariko Smiley – primo violino
- Melissa Kleinbart – primo violino
- Sarn Oliver – primo violino
- Naomi Kazama Hull – primo violino
- Victor Romasevich – primo violino
- Yun Chu – primo violino
- Yukiko Kurakata – primo violino
- Katie Kadarauch – primo violino
- Jessie Fellows – secondo violino
- Polina Sedukh – secondo violino
- David Chernyavsky – secondo violino
- Raushan Akhmedyarova – secondo violino
- Chen Zhao – secondo violino
- Adam Smyla – secondo violino
- Sarah Knutson – secondo violino
- Yuna Lee – secondo violino
- Yun Jie Liu – viola
- John Schoening – viola
- Christian King – viola
- Gina Cooper – viola
- David Gaudry – viola
- Matthew Young – viola
- David Kim – viola
- Nanci Severance – viola
- Amos Yang – violoncello
- Margaret Tait – violoncello
- Jill Rachuy Brindel – violoncello
- Stephen Tramontozzi – violoncello
- Shu-Yi Pai – violoncello
- Richard Andaya – violoncello
- Miriam Perkoff – violoncello
- Adelle-Akiko Kearns – violoncello
- Scott Pingel – contrabbasso, arrangiamento e assolo di contrabbasso in (Anesthesia) - Pulling Teeth
- Daniel G. Smith – contrabbasso
- S. Mark Wright – contrabbasso
- Charles Chandler – contrabbasso
- Chris Gilbert – contrabbasso
- William Ritchen – contrabbasso
- Robin McKee – flauto
- Linda Lukas – flauto
- Catherine Payne – flauto
- James Button – oboe
- Pamela Smith – oboe
- Russ deLuna – oboe
- Luis Baez – clarinetto
- David Neuman – clarinetto
- Jerome Simas – clarinetto
- Stepehn Paulson – fagotto
- Rob Wer – fagotto
- Steven Braunstein – fagotto
- Robert Ward – corno
- Jonathan Ring – corno
- Bruce Roberts – corno
- Daniel Hawkins – corno
- Chris Cooper – corno
- Joshua Paulus – corno
- Jeff Garza – corno
- Aaron Schuman – tromba
- Joseph Brown – tromba
- Robert Giambruno – tromba
- John Freeman – tromba
- Timothy Higgins – trombone
- Nick Platoff – trombone
- John Engelkes – trombone
- Jeff Budin – trombone
- Jeffrey Anderson – tuba
- Edwan Stephan – timpani
- Jacob Nissly – percussioni
- James Lee Wyatt III – percussioni
- Tom Hemphill – percussioni
- Robert Klieger – percussioni
- Douglas Rioth – arpa
- Marc Shapiro – tastiera
- Avi Vinocur – voce aggiuntiva in All Within My Hands

Produzione
- Greg Fidelman – produzione, missaggio
- James Hetfield – produzione
- Lars Ulrich – produzione
- John Harris – registrazione
- Jay Vicari – registrazione
- Brian Flanzbaum – registrazione
- Sara Lyn Killion – ingegneria del suono, montaggio
- Dan Monti – ingegneria del suono, montaggio
- Jim Monti – ingegneria del suono, montaggio
- Jason Gossman – ingegneria del suono, montaggio
- Kent Matcke – ingegneria del suono, montaggio
- Billy Joe Bowers – ingegneria del suono, montaggio
- Bob Ludwig – mastering

## Classifiche
| Classifica (2020)          | Posizione massima |
| -------------------------- | ----------------- |
| Australia                  | 1                 |
| Austria                    | 1                 |
| Belgio (Fiandre)           | 1                 |
| Belgio (Vallonia)          | 2                 |
| Canada                     | 4                 |
| Danimarca                  | 3                 |
| Finlandia                  | 3                 |
| Francia                    | 4                 |
| Germania                   | 1                 |
| Italia                     | 13                |
| Norvegia                   | 6                 |
| Nuova Zelanda              | 7                 |
| Paesi Bassi                | 1                 |
| Polonia                    | 3                 |
| Portogallo                 | 1                 |
| Regno Unito                | 2                 |
| Regno Unito (rock & metal) | 1                 |
| Repubblica Ceca            | 4                 |
| Spagna                     | 3                 |
| Stati Uniti                | 4                 |
| Stati Uniti (classical)    | 1                 |
| Stati Uniti (hard rock)    | 1                 |
| Stati Uniti (rock)         | 1                 |
| Svezia                     | 7                 |
| Svizzera                   | 2                 |
| Ungheria                   | 2                 |